# Vittjärvs vattenkraftverk
Vittjärvs vattenkraftverk är ett vattenkraftverk i Luleälven i Bodens kommun, strax väster om orten Vittjärv. Kraftverket byggdes 1971-1974 och ägs till 100 % av Vattenfall Vattenkraft AB.